# Paolo Vigna
Paolo Vigna (Torino, 9 dicembre 1902 – 20 novembre 1987) è stato un calciatore italiano, di ruolo ala.

## Carriera
Cresciuto nella Juventus, con la quale esordisce in un incontro di Divisione Nazionale 1927-1928 contro La Dominante. La stagione successiva è alla Biellese e alla prima stagione di Serie A veste invece la maglia della Pro Patria, con 22 presenze e 5 reti.
Chiude l'attività con esperienze prima al Vomero, e poi al Siracusa, alla Biellese, al Ciriè e al Cinzano.